# Lumini
Lumini, auch Lumino, war ein kleines Volumen- und Getreidemaß auf Malta und Gozo.
Man unterschied das Maß zwischen gehäuft und gestrichen. Die Salma war als großes Maß bestimmend.
Nach der Salma rasa/gestrichen wurden Weizen, Roggen, und Gerste (288.51 Liter), nach Salma colma/gehäuft, etwa 12 bis 13 % größer, wurden andere Getreide, Hülsenfrüchte, Sämereien, Salz und Holzkohle (334 ⅔ Liter) gewogen.
- 1 Lumini = 1/9600 Salma = 0,030 Hektoliter[3]= 0,030053 Liter (3/100 Liter)

Die Maßkette war
- 1 Salma = 4 Sacco = 16 Tomolo = 96 Mondello = 960 Mesure = 1920 Half-Misura/Half-Mesure = 9600 Lumini[4]